# Гипузин
Гипузин — аминокислота, производная лизина. Название гипузин — сокращение от гидроксипутресцин и лизин. Гипузин содержится в белке EIF5A (фактор 5A, инициирующий трансляцию у эукариотов).
В пептидных последовательностях обозначается Hpu (ошиб. Hyp).
Гипузин был открыт Сибой и Накадзимой в 1971 году.

## Биосинтез гипузина
В живых организмах гипузин образуется из спермидина в два этапа:
спермидин → деоксигипузин → гипузин